# 10437 van der Kruit
10437 van der Kruit è un asteroide della fascia principale. Scoperto nel 1960, presenta un'orbita caratterizzata da un semiasse maggiore pari a 2,3696458 UA e da un'eccentricità di 0,2251515, inclinata di 1,77885° rispetto all'eclittica.